# Єрихон (фільм, 1946)
«Єрихон» (фр. Jéricho) — французька воєнна драма 1946 року, поставлена режисером Анрі Калефом.

## Сюжет
У ніч на 6 червня 1944 року партизани висаджують в повітря міст, і німецький конвой з паливом застряє на вокзалі Ам'єна. Німецький комендант наказує мерові скласти список п'ятдесяти заручників, які будуть розстріляні, якщо з поїздом що-небудь станеться. Мер збирає членів муніципальної ради і пропонує їм занести до списку свої імена. Усі погоджуються, за винятком двох осіб, що подають у відставку. Комендант доповнює список, занісши туди низку в'язнів, більшість яких заарештовані за участь в Опорі, у тому числі декількох мешканців першої камери: доктора Нобле, клошара по прізвиську «Милиця», друкаря Мюска, графа Жака де Сен-Ле і цинічного і боязкого шахрая Жан-Сезара Морена.
Донька залізничника Сімона Мішо і фармацевт П'єр з групою партизан здійснюють напад на потяг. Дівчина потрапляє в полон, хлопець гине. Заручників, як і було обумовлено, замикають у церкві, щоб стратити вранці. Всю ніч вони пишуть листи рідним, знемагаючи від страху і тривоги. Піднявшись на кафедру, Морен (П'єр Брассер) закликає товаришів хоч що-небудь зробити — лизати німцям чоботи, якщо знадобиться, — аби добитися свободи. Його лінчують, видавши його смерть за самогубство. Німецький офіцер приходить, щоб оголосити полоненим, що їх 51 людина замість 50-ти. Він викреслює одне ім'я зі списку — Морена. Йому пред'являють повішеного. Тоді офіцер робить висновок, що заручники зібрані у повному складі. Вночі французькі частини готують операцію «Єрихон» і нападають на в'язницю. Тоді як Сімона Мішо і заручники беруться за зброю, починається обстріл. Деякі дійові особи гинуть, а ті, що вижили приєднуються до партизанів.

## У ролях
| П'єр Брассер | ··· | Жан-Сезар Морен     |
| П'єр Ларкей  | ··· | «Милиця»            |
| Луї Сеньє    | ··· | доктор Нобле        |
| Жан Брошар   | ··· | Мінго               |
| Анрі Насьє   | ··· | комендант Мюнгаузен |
| Ів Деніо     | ··· | Робер Детай         |
| Жак Шарон    | ··· | граф Жак де Сен-Ле  |
| П'єр Пало    | ··· | Дітріх              |

| Ролан Армонтель  | ··· | Мюска                                       |
| Лін Норо         | ··· | Роза Дюкрок                                 |
| Альфред Паскуалі | ··· | член муніципальної ради, що йде у відставку |
| Раймон Пеллегрен | ··· | П'єр                                        |
| Санта Реллі      | ··· | Сімона Мішо                                 |
| Жан д'Ід         | ··· | член ради                                   |